# Pelidnota ebenina
Pelidnota ebenina es una especie de escarabajo del género Pelidnota, familia Scarabaeidae. Fue descrita originalmente como Anomala ebenina Blanchard, 1846.

## Distribución
Distribución: 
- ARGENTINA: Salta (Soula, 2006; Moore et al., 2017), Jujuy (nuevo registro).

- BOLIVIA: Santa Cruz (Blanchard, 1851; Ohaus, 1918, 1934; Blackwelder, 1944; Machatschke, 1972; Soula, 2006; Krajcik, 2008; Moore et al., 2017).[2]